# Liste der Spielstätten der NFL-Teams
Diese Liste gibt einen Überblick über die Spielstätten der Teams der National Football League. Neben den Heimspielstätten wurden insbesondere Spiele der Post-Season (Play-offs, Championship-Games, Pro Bowl und Super Bowl) auch in Stadien ausgetragen, die nicht zu den Heimstadien der Teams gehörten. In der Anfangszeit wurden vielmals Baseball-Stadien genutzt.
Nicht aufgeführt sind die Spielstätten der Pre-Season- bzw. Freundschaftsspiele. Diese wurden und werden in den verschiedensten Stadien zu Werbezwecken (u. a. American Bowl) durchgeführt.

## Heimstadien
Einige Stadien wurden von mehreren Teams zeitgleich oder zu unterschiedlichen Zeiten als Heimstadion gewählt:
- Busch Memorial Stadium, St. Louis: 1966–1987: St. Louis Cardinals; 1995: St. Louis Rams
- Candlestick Park, San Francisco: 1960–1961: Oakland Raiders; 1971–2013: San Francisco 49ers
- Cotton Bowl, Dallas: 1960–1962: Dallas Texans (Kansas City Chiefs); 1960–1971: Dallas Cowboys
- Fenway Park, Boston: 1933–1936: Boston Redskins; 1963–1968: Boston Patriots
- Giants Stadium, Rutherford, 1976–2009: New York Giants; 1984–2009: New York Jets
- Kezar Stadium, San Francisco: 1946–1970: San Francisco 49ers, 1960: Oakland Riders
- Los Angeles Memorial Coliseum: 1946–1979, 2016–2019: Los Angeles Rams; 1960: Los Angeles Chargers; 1982–1994: Los Angeles Raiders
- Memorial Stadium, Baltimore: 1953–1983: Baltimore Colts; 1996–1997: Baltimore Ravens
- Metropolitan Stadium, Bloomington: 1959: Chicago Cardinals; 1961–1981: Minnesota Vikings
- MetLife Stadium, East Rutherford: seit 2010 New York Giants und New York Jets
- Polo Grounds, Manhattan: 1925–1955: New York Giants; 1960–1963: New York Jets
- Shea Stadium, Queens: 1964–1983: New York Jets; 1975: New York Giants
- SoFi-Stadium, Inglewood: seit 2020: Los Angeles Rams und Los Angeles Chargers

### Arizona Cardinals
| Name                               | frühere Namen                             | Ort                     | Nutzungszeit | Kapazität | Anmerkung                                                       | Foto |
| ---------------------------------- | ----------------------------------------- | ----------------------- | ------------ | --------- | --------------------------------------------------------------- | ---- |
| Normal Park                        |                                           | Chicago                 | 1920–1921    |           |                                                                 |      |
| Comiskey Park                      |                                           | Chicago                 | 1922–1925    | 52.000    |                                                                 |      |
| Normal Park                        |                                           | Chicago                 | 1926–1928    |           |                                                                 |      |
| Comiskey Park                      |                                           | Chicago                 | 1929–1958    | 52.000    |                                                                 |      |
| Soldier Field                      |                                           | Chicago                 | 1959         | 61.500    | Vier Spiele                                                     |      |
| Metropolitan Stadium               |                                           | Bloomington (Minnesota) | 1959         | 18.600    | Zwei Spiele                                                     |      |
| Sportsman's Park (Busch Stadium I) |                                           | St. Louis (Missouri)    | 1960–1965    | 30.500    |                                                                 |      |
| Busch Memorial Stadium             |                                           | St. Louis (Missouri)    | 1966–1987    | 49.676    |                                                                 |      |
| Sun Devil Stadium                  |                                           | Tempe (Arizona)         | 1988–2005    | 73.379    | Super Bowl XXX                                                  |      |
| State Farm Stadium                 | University of Phoenix Stadium (2006–2017) | Glendale (Arizona)      | 2006–        | 63.000    | Super Bowl XLII, Super Bowl XLIX, Super Bowl LVII Pro Bowl 2015 |      |

### Atlanta Falcons
| Name                          | frühere Namen | Ort     | Nutzungszeit | Kapazität | Anmerkung                           | Foto |
| ----------------------------- | ------------- | ------- | ------------ | --------- | ----------------------------------- | ---- |
| Atlanta-Fulton County Stadium |               | Atlanta | 1966–1991    | 62.000    |                                     |      |
| Georgia Dome                  |               | Atlanta | 1992–2016    | 71.149    | Super Bowl XXVIII, Super Bowl XXXIV |      |
| Mercedes-Benz Stadium         |               | Atlanta | 2017–        | 71.000    | Super Bowl LIII                     |      |

### Baltimore Ravens
| Name             | frühere Namen                                    | Ort       | Nutzungszeit | Kapazität | Anmerkung | Foto |
| ---------------- | ------------------------------------------------ | --------- | ------------ | --------- | --------- | ---- |
| Memorial Stadium |                                                  | Baltimore | 1996–1997    | 53.371    |           |      |
| M&T Bank Stadium | PSINet Stadium (1998–2001) Ravens Stadium (2002) | Baltimore | 1998–        | 71.008    |           |      |

### Buffalo Bills
| Name                 | frühere Namen                                                                                                 | Ort                     | Nutzungszeit | Kapazität | Anmerkung                                                                                               | Foto |
| -------------------- | --- | ----------------------- | ------------ | --------- | --- | ---- |
| War Memorial Stadium | | Buffalo (New York)      | 1960–1972    | 46,500    | |      |
| Highmark Stadium     | Rich Stadium (1973–1997) Ralph Wilson Stadium (1997–2016) New Era Field (2016–2020) Bills Stadium (2020–2021) | Orchard Park (New York) | 1973–        | 73,079    | |      |
| Rogers Centre        | | Toronto                 | 2008–2013    | 54.000    | Die Buffalo Bills spielten zwischen 2008 und 2013 ein Spiel in Toronto, um diesen Markt zu erschließen. |      |

### Carolina Panthers
| Name                                   | frühere Namen                                         | Ort                        | Nutzungszeit | Kapazität | Anmerkung | Foto |
| -------------------------------------- | ----------------------------------------------------- | -------------------------- | ------------ | --------- | --------- | ---- |
| Frank Howard Field at Memorial Stadium |                                                       | Clemson (South Carolina)   | 1995         | 80.301    |           |      |
| Bank of America Stadium                | Carolinas Stadium (1995) Ericsson Stadium (1996–2003) | Charlotte (North Carolina) | 1996–        | 73.779    |           |      |

### Chicago Bears
| Name             | frühere Namen | Ort                  | Nutzungszeit | Kapazität | Anmerkung                                    | Foto |
| ---------------- | ------------- | -------------------- | ------------ | --------- | -------------------------------------------- | ---- |
| Staley Field     |               | Decatur (Illinois)   | 1920         |           |                                              |      |
| Wrigley Field    |               | Chicago              | 1921–1970    | 40.000    | All-Star Game 1939                           |      |
| Soldier Field    |               | Chicago              | 1971–2001    | 61.500    |                                              |      |
| Memorial Stadium |               | Champaign (Illinois) | 2002         | 69.249    | Nutzung während des Umbau des Soldier Fields |      |
| Soldier Field    |               | Chicago (Illinois)   | 2003–        | 63.000    |                                              |      |

### Cincinnati Bengals
| Name            | frühere Namen                  | Ort               | Nutzungszeit | Kapazität | Anmerkung | Foto |
| --------------- | ------------------------------ | ----------------- | ------------ | --------- | --------- | ---- |
| Nippert Stadium |                                | Cincinnati (Ohio) | 1968–1969    | 35.000    |           |      |
| Cinergy Field   | Riverfront Stadium (1970–1995) | Cincinnati (Ohio) | 1970–1999    | 59.754    |           |      |
| Paycor Stadium  | Paul Brown Stadium (2000–2022) | Cincinnati (Ohio) | seit 2000    | 65.515    |           |      |

### Cleveland Browns
| Name                  | frühere Namen                                                                    | Ort              | Nutzungszeit | Kapazität | Anmerkung | Foto |
| --------------------- | -------------------------------------------------------------------------------- | ---------------- | ------------ | --------- | --------- | ---- |
| Cleveland Stadium     |                                                                                  | Cleveland (Ohio) | 1946–1995    | 74.400    |           |      |
| Huntington Bank Field | Cleveland Browns Stadium (1999–2013, 2023–2024) First Energy Stadium (2013–2023) | Cleveland (Ohio) | 1999–        | 67.895    |           |      |

### Dallas Cowboys
| Name          | frühere Namen               | Ort               | Nutzungszeit | Kapazität          | Anmerkung      | Foto |
| ------------- | --------------------------- | ----------------- | ------------ | ------------------ | -------------- | ---- |
| Cotton Bowl   |                             | Dallas (Texas)    | 1960–1971    | 68.252             |                |      |
| Texas Stadium |                             | Irving (Texas)    | 1971–2008    | 65.675             | Pro Bowl 1973  |      |
| AT&T Stadium  | Cowboys Stadium (2009–2013) | Arlington (Texas) | 2009–        | 80.000 bis 108.713 | Super Bowl XLV |      |

### Denver Broncos
| Name                       | frühere Namen | Ort    | Nutzungszeit | Kapazität | Anmerkung | Foto |
| -------------------------- | --- | ------ | ------------ | --------- | --------- | ---- |
| Mile High Stadium          | Bears Stadium (1960–1968)                                                                                                  | Denver | 1960–2000    | 76.273    |           |      |
| Empower Field at Mile High | INVESCO Field at Mile High (2001–2010) Sports Authority Field at Mile High (2011–2017) Broncos Stadium at Mile High (2018) | Denver | 2001–        | 76.125    |           |      |

### Detroit Lions
| Name                          | frühere Namen              | Ort                | Nutzungszeit | Kapazität | Anmerkung      | Foto |
| ----------------------------- | -------------------------- | ------------------ | ------------ | --------- | -------------- | ---- |
| Universal Stadium             |                            | Portsmouth (Ohio)  | 1930–1933    | 8.200     |                |      |
| University of Detroit Stadium |                            | Detroit (Michigan) | 1934–1937    | 25.000    |                |      |
| Tiger Stadium                 | Briggs Stadium (1938–1960) | Detroit (Michigan) | 1938–1974    | 52.416    |                |      |
| Pontiac Silverdome            |                            | Pontiac (Michigan) | 1975–2001    | 80.311    | Super Bowl XVI |      |
| Ford Field                    |                            | Detroit (Michigan) | 2002–        | 65.000    | Super Bowl XL  |      |

### Green Bay Packers
| Name                                   | frühere Namen                | Ort                    | Nutzungszeit | Kapazität   | Anmerkung | Foto |
| -------------------------------------- | ---------------------------- | ---------------------- | ------------ | ----------- | --- | ---- |
| Hagemeister Park                       |                              | Green Bay (Wisconsin)  | 1919–1922    |             | |      |
| Bellevue Park                          |                              | Green Bay (Wisconsin)  | 1923–1925    | 4.000–5.000 | |      |
| City Stadium                           |                              | Green Bay (Wisconsin)  | 1926–1956    | 25.000      | |      |
| Lambeau Field                          | New City Stadium (1957–1965) | Green Bay (Wisconsin)  | seit 1957    | 81.435      | |      |
| Borchert Field                         |                              | Milwaukee (Wisconsin)  | 1933         | 13.000      | Die Green Bay Packers spielten zwischen 1933 und 1994 jährlich ein bis vier Spiele im Großraum Milwaukee, um auch diesen Markt zu bedienen. |      |
| Wisconsin State Fair Park (Dairy Bowl) |                              | West Allis (Wisconsin) | 1934–1951    |             | Die Green Bay Packers spielten zwischen 1933 und 1994 jährlich ein bis vier Spiele im Großraum Milwaukee, um auch diesen Markt zu bedienen. |      |
| Marquette Stadium                      |                              | Milwaukee (Wisconsin)  | 1952         | 15.000      | Die Green Bay Packers spielten zwischen 1933 und 1994 jährlich ein bis vier Spiele im Großraum Milwaukee, um auch diesen Markt zu bedienen. |      |
| Milwaukee County Stadium               |                              | Milwaukee (Wisconsin)  | 1953–1994    | 53.192      | Die Green Bay Packers spielten zwischen 1933 und 1994 jährlich ein bis vier Spiele im Großraum Milwaukee, um auch diesen Markt zu bedienen. |      |

### Houston Texans
| Name        | frühere Namen               | Ort             | Nutzungszeit | Kapazität | Anmerkung                         | Foto |
| ----------- | --------------------------- | --------------- | ------------ | --------- | --------------------------------- | ---- |
| NRG Stadium | Reliant Stadium (2002–2013) | Houston (Texas) | seit 2002    | 71.500    | Super Bowl XXXVIII, Super Bowl LI |      |

### Indianapolis Colts
| Name              | frühere Namen            | Ort                    | Nutzungszeit | Kapazität | Anmerkung       | Foto |
| ----------------- | ------------------------ | ---------------------- | ------------ | --------- | --------------- | ---- |
| Memorial Stadium  |                          | Baltimore (Maryland)   | 1953–1983    | 53.371    |                 |      |
| RCA Dome          | Hoosier Dome (1984–1993) | Indianapolis (Indiana) | 1984–2007    | 57.980    |                 |      |
| Lucas Oil Stadium |                          | Indianapolis (Indiana) | 2008–        | 67.000    | Super Bowl XLVI |      |

### Jacksonville Jaguars
| Name            | frühere Namen                                                                                    | Ort          | Nutzungszeit | Kapazität | Anmerkung        | Foto |
| --------------- | ------------------------------------------------------------------------------------------------ | ------------ | ------------ | --------- | ---------------- | ---- |
| TIAA Bank Field | Alltel Stadium (1995–2006) Jacksonville Municipal Stadium (2007–2009) EverBank Field (2010–2017) | Jacksonville | 1995–        | 67.246    | Super Bowl XXXIX |      |

### Kansas City Chiefs
| Name                            | frühere Namen                 | Ort                    | Nutzungszeit | Kapazität | Anmerkung | Foto |
| ------------------------------- | ----------------------------- | ---------------------- | ------------ | --------- | --------- | ---- |
| Cotton Bowl                     |                               | Dallas (Texas)         | 1960–1962    | 68.252    |           |      |
| Municipal Stadium               |                               | Kansas City (Missouri) | 1963–1971    | 47.500    |           |      |
| GEHA Field at Arrowhead Stadium | Arrowhead Stadium (1972–2020) | Kansas City (Missouri) | 1972–        | 79.409    | 1974      |      |

### Las Vegas Raiders
| Name                            | frühere Namen | Ort                         | Nutzungszeit | Kapazität | Anmerkung                    | Foto |
| ------------------------------- | --- | --------------------------- | ------------ | --------- | ---------------------------- | ---- |
| Kezar Stadium                   | | San Francisco (Kalifornien) | 1960         | 59.942    | vier Spiele                  |      |
| Candlestick Park                | | San Francisco (Kalifornien) | 1960–1961    | 64.450    |                              |      |
| Frank Youell Field              | | Oakland (Kalifornien)       | 1962–1965    | 22.000    |                              |      |
| Oakland-Alameda County Coliseum | | Oakland (Kalifornien)       | 1966–1981    | 63.146    |                              |      |
| Los Angeles Memorial Coliseum   | | Los Angeles (Kalifornien)   | 1982–1994    | 101.574   |                              |      |
| RingCentral Coliseum            | Oakland-Alameda County Coliseum (1995–1997) Network Associates Coliseum (1998–2004) McAfee Coliseum (2004–2007) Oakland-Alameda County Coliseum (2007–2011) O.co Coliseum (2011–2015) Oakland-Alameda County Coliseum (2016–2018) | Oakland (Kalifornien)       | 1995–2019    | 63.146    |                              |      |
| Allegiant Stadium               | | Las Vegas (Nevada)          | 2020–        | 65.000    | Pro Bowl 2022, Pro Bowl 2023 |      |

### Los Angeles Chargers
| Name                          | frühere Namen                                                                              | Ort                       | Nutzungszeit | Kapazität | Anmerkung                                            | Foto |
| ----------------------------- | ------------------------------------------------------------------------------------------ | ------------------------- | ------------ | --------- | ---------------------------------------------------- | ---- |
| Los Angeles Memorial Coliseum |                                                                                            | Los Angeles (Kalifornien) | 1960         | 101.574   |                                                      |      |
| Balboa Stadium                |                                                                                            | San Diego (Kalifornien)   | 1961–1966    | 34.000    |                                                      |      |
| San Diego Stadium             | San Diego Stadium (1967–1980) Jack Murphy Stadium (1981–1997) Qualcomm Stadium (1997–2016) | San Diego (Kalifornien)   | 1967–2016    | 71.294    | Super Bowl XXII, Super Bowl XXXII, Super Bowl XXXVII |      |
| Dignity Health Sports Park    | StubHub Center (2017–2018)                                                                 | Carson (Kalifornien)      | 2017–2019    | 30.000    |                                                      |      |
| SoFi Stadium                  |                                                                                            | Inglewood (Kalifornien)   | 2020–        | 70.000    | Super Bowl LVI                                       |      |

### Los Angeles Rams
| Name                          | frühere Namen                                                         | Ort                       | Nutzungszeit    | Kapazität | Anmerkung | Foto |
| ----------------------------- | --------------------------------------------------------------------- | ------------------------- | --------------- | --------- | --- | ---- |
| Cleveland Stadium             |                                                                       | Cleveland (Ohio)          | 1937            | 78.000    | |      |
| League Park                   |                                                                       | Cleveland (Ohio)          | 1937            | 21.414    | |      |
| Shaw Stadium                  |                                                                       | Cleveland (Ohio)          | 1938            |           | |      |
| Cleveland Stadium             |                                                                       | Cleveland (Ohio)          | 1939–1941       | 78.000    | |      |
| League Park                   |                                                                       | Cleveland (Ohio)          | 1942, 1944–1945 | 21.424    | |      |
| Los Angeles Memorial Coliseum |                                                                       | Los Angeles (Kalifornien) | 1946–1979       | 93.607    | Super Bowl I, Super Bowl VII Pro Bowl 1951, 1952, 1953, 1954, 1955, 1956, 1957, 1958, 1959, 1960, 1961, 1962, 1963, 1964, 1965, 1966, 1967, 1968, 1969, 1970, 1971, 1972, 1979 |      |
| Anaheim Stadium               |                                                                       | Anaheim (Kalifornien)     | 1980–1994       | 64.593    | |      |
| Busch Memorial Stadium        |                                                                       | St. Louis (Missouri)      | 1995            | 49.676    | |      |
| Edward Jones Dome             | Trans World Dome (1995–2001) The Dome at America's Center (2001–2002) | St. Louis (Missouri)      | 1995–2015       | 66.000    | |      |
| Los Angeles Memorial Coliseum |                                                                       | Los Angeles (Kalifornien) | 2016–2019       | 93.607    | |      |
| SoFi Stadium                  |                                                                       | Inglewood (Kalifornien)   | 2020–           |           | Super Bowl LVI |      |

### Miami Dolphins
| Name              | frühere Namen | Ort                     | Nutzungszeit | Kapazität | Anmerkung | Foto |
| ----------------- | --- | ----------------------- | ------------ | --------- | --- | ---- |
| Miami Orange Bowl | | Miami (Florida)         | 1966–1986    | 74.476    | Super Bowl II, Super Bowl III, Super Bowl V, Super Bowl X, Super Bowl XIII Pro Bowl 1975                            |      |
| Hard Rock Stadium | Dolphin Stadium (1985–1987; 2006–2009) Joe Robbie Stadium (1987–1996) Pro Player Park (1996) Pro Player Stadium (1996–2005) Dolphins Stadium (2005–2006) Land Shark Stadium (2009–2010) Sun Life Stadium (2010–2016) New Miami Stadium (2016) | Miami Gardens (Florida) | seit 1987    | 65.000    | Super Bowl XXIII, Super Bowl XXIX, Super Bowl XXXIII, Super Bowl XLI, Super Bowl XLIV, Super Bowl LIV Pro Bowl 2010 |      |

### Minnesota Vikings
| Name                                                      | frühere Namen                            | Ort                     | Nutzungszeit | Kapazität | Anmerkung       | Foto |
| --------------------------------------------------------- | ---------------------------------------- | ----------------------- | ------------ | --------- | --------------- | ---- |
| Metropolitan Stadium                                      |                                          | Bloomington (Minnesota) | 1961–1981    | 45.919    |                 |      |
| Mall of America Field at the Hubert H. Humphrey Metrodome | Hubert H. Humphrey Metrodome (1982–2009) | Minneapolis (Minnesota) | 1982–2013    | 64.035    | Super Bowl XXVI |      |
| TCF Bank Stadium                                          |                                          | Minneapolis (Minnesota) | 2014–2015    | 50.805    |                 |      |
| U.S. Bank Stadium                                         |                                          | Minneapolis (Minnesota) | 2016–        | 65.400    | Super Bowl LII  |      |

### New England Patriots
| Name             | frühere Namen                                             | Ort                           | Nutzungszeit | Kapazität | Anmerkung | Foto |
| ---------------- | --------------------------------------------------------- | ----------------------------- | ------------ | --------- | --------- | ---- |
| Nickerson Field  |                                                           | Boston (Massachusetts)        | 1960–1962    | > 9.000   |           |      |
| Fenway Park      |                                                           | Boston (Massachusetts)        | 1963–1968    | 33.524    |           |      |
| Alumni Stadium   |                                                           | Chestnut Hill (Massachusetts) | 1969         | 44.500    |           |      |
| Harvard Stadium  |                                                           | Boston (Massachusetts)        | 1970         | 30.898    |           |      |
| Foxboro Stadium  | Schaefer Stadium (1971–1982) Sullivan Stadium (1983–1989) | Foxborough (Massachusetts)    | 1971–2001    | 60.292    |           |      |
| Gillette Stadium | CMGi Field (2002)                                         | Foxborough (Massachusetts)    | seit 2002    | 66.829    |           |      |

### New Orleans Saints
| Name                | frühere Namen                                                       | Ort                          | Nutzungszeit | Kapazität | Anmerkung | Foto |
| ------------------- | ------------------------------------------------------------------- | ---------------------------- | ------------ | --------- | --- | ---- |
| Tulane Stadium      |                                                                     | New Orleans (Louisiana)      | 1967–1974    | 80.985    | Super Bowl IV, Super Bowl VI, Super Bowl IX |      |
| Louisiana Superdome |                                                                     | New Orleans (Louisiana)      | 1975–2004    | 76.468    | |      |
| Giants Stadium      |                                                                     | East Rutherford (New Jersey) | 2005         | 79.469    | Infolge der Beschädigungen des Superdomes als Notunterkunft nach dem Hurrikan Katrina 2005 waren die New Orleans Saints gezwungen, sämtliche Heimspiele der Saison 2005 in anderen Stadien auszutragen. |      |
| Alamodome           |                                                                     | San Antonio (Texas)          | 2005         | 65.000    | Infolge der Beschädigungen des Superdomes als Notunterkunft nach dem Hurrikan Katrina 2005 waren die New Orleans Saints gezwungen, sämtliche Heimspiele der Saison 2005 in anderen Stadien auszutragen. |      |
| Tiger Stadium       |                                                                     | Baton Rouge (Louisiana)      | 2005         | 92.400    | Infolge der Beschädigungen des Superdomes als Notunterkunft nach dem Hurrikan Katrina 2005 waren die New Orleans Saints gezwungen, sämtliche Heimspiele der Saison 2005 in anderen Stadien auszutragen. |      |
| Caesars Superdome   | Louisiana Superdome (2006–2010) Mercedes-Benz Superdome (2011–2021) | New Orleans, (Louisiana)     | 2006–        | 76.468    | Super Bowl XII, Super Bowl XV, Super Bowl XX, Super Bowl XXIV, Super Bowl XXXI, Super Bowl XXXVI, Super Bowl XLVII, Super Bowl LIX Pro Bowl 1976                                                        |      |

### New York Giants
| Name            | frühere Namen                  | Ort                          | Nutzungszeit | Kapazität | Anmerkung          | Foto |
| --------------- | ------------------------------ | ---------------------------- | ------------ | --------- | ------------------ | ---- |
| Polo Grounds    |                                | Manhattan (New York City)    | 1925–1955    | 55.000    | All-Star Game 1941 |      |
| Yankee Stadium  |                                | Bronx (New York City)        | 1956–1972    | 67.000    |                    |      |
| Yale Bowl       |                                | West Haven (Connecticut)     | 1973–1974    | 64.269    |                    |      |
| Shea Stadium    |                                | Queens (New York City)       | 1975         | 57.800    |                    |      |
| Giants Stadium  |                                | East Rutherford (New Jersey) | 1976–2009    | 80.242    |                    |      |
| MetLife Stadium | New Meadowlands Stadium (2010) | East Rutherford (New Jersey) | 2010–        | 82.500    | Super Bowl XLVIII  |      |

### New York Jets
| Name            | frühere Namen                  | Ort                          | Nutzungszeit | Kapazität | Anmerkung         | Foto |
| --------------- | ------------------------------ | ---------------------------- | ------------ | --------- | ----------------- | ---- |
| Polo Grounds    |                                | Manhattan (New York City)    | 1960–1963    | 55.000    |                   |      |
| Shea Stadium    |                                | Queens (New York City)       | 1964–1983    | 57.800    |                   |      |
| Giants Stadium  |                                | East Rutherford (New Jersey) | 1984–2009    | 79.469    |                   |      |
| MetLife Stadium | New Meadowlands Stadium (2010) | East Rutherford (New Jersey) | seit 2010    | 82.500    | Super Bowl XLVIII |      |

### Philadelphia Eagles
| Name                           | frühere Namen          | Ort                         | Nutzungszeit | Kapazität | Anmerkung          | Foto |
| ------------------------------ | ---------------------- | --------------------------- | ------------ | --------- | ------------------ | ---- |
| Baker Bowl                     |                        | Philadelphia (Pennsylvania) | 1933–1935    | 20.000    |                    |      |
| Philadelphia Municipal Stadium |                        | Philadelphia (Pennsylvania) | 1936–1939    | 75.000    |                    |      |
| Shibe Park                     |                        | Philadelphia (Pennsylvania) | 1940         | 23.000    | All-Star Game 1942 |      |
| Philadelphia Municipal Stadium |                        | Philadelphia (Pennsylvania) | 1941         | 75.000    |                    |      |
| Connie Mack Stadium            | Shibe Park (1942–1953) | Philadelphia (Pennsylvania) | 1942–1957    | 23.000    |                    |      |
| Franklin Field                 |                        | Philadelphia (Pennsylvania) | 1958–1970    | 52.593    |                    |      |
| Veterans Stadium               |                        | Philadelphia (Pennsylvania) | 1971–2002    | 65.386    |                    |      |
| Lincoln Financial Field        |                        | Philadelphia (Pennsylvania) | 2003–        | 68.500    |                    |      |

### Pittsburgh Steelers
| Name                 | frühere Namen           | Ort                       | Nutzungszeit | Kapazität | Anmerkung | Foto |
| -------------------- | ----------------------- | ------------------------- | ------------ | --------- | --------- | ---- |
| Forbes Field         |                         | Pittsburgh (Pennsylvania) | 1933–1963    | 35.000    |           |      |
| Pitt Stadium         |                         | Pittsburgh (Pennsylvania) | 1958–1969    | 56.150    |           |      |
| Three Rivers Stadium |                         | Pittsburgh (Pennsylvania) | 1970–2000    | 59.000    |           |      |
| Acrisure Stadium     | Heinz Field (2001–2022) | Pittsburgh (Pennsylvania) | 2001–        | 68.400    |           |      |

### San Francisco 49ers
| Name             | frühere Namen                                                                | Ort                         | Nutzungszeit | Kapazität | Anmerkung     | Foto |
| ---------------- | ---------------------------------------------------------------------------- | --------------------------- | ------------ | --------- | ------------- | ---- |
| Kezar Stadium    |                                                                              | San Francisco (Kalifornien) | 1946–1970    | 59.942    |               |      |
| Candlestick Park | Candlestick Park (1971–1994) '3Com Park (1995–2004) Monster Park (2005–2008) | San Francisco (Kalifornien) | 1971–2013    | 64.450    |               |      |
| Levi’s Stadium   |                                                                              | Santa Clara (Kalifornien)   | 2014–        | 68.983    | Super Bowl 50 |      |

### Seattle Seahawks
| Name          | frühere Namen                                                                      | Ort                  | Nutzungszeit   | Kapazität | Anmerkung                                      | Foto |
| ------------- | ---------------------------------------------------------------------------------- | -------------------- | -------------- | --------- | ---------------------------------------------- | ---- |
| Kingdome      |                                                                                    | Seattle (Washington) | 1976–1999      | 66.000    | Pro Bowl 1977                                  |      |
| Husky Stadium |                                                                                    | Seattle (Washington) | 1994 2000–2001 | 72.500    | 1994 drei Heimspiele wegen Schäden am Kingdome |      |
| Lumen Field   | Seahawks Stadium (2002–2003) Qwest Field (2004–2011) CenturyLink Field (2011–2020) | Seattle (Washington) | 2002–          | 68.000    |                                                |      |

### Tampa Bay Buccaneers
| Name                  | frühere Namen             | Ort             | Nutzungszeit | Kapazität | Anmerkung                                        | Foto |
| --------------------- | ------------------------- | --------------- | ------------ | --------- | ------------------------------------------------ | ---- |
| Houlihan's Stadium    | Tampa Stadium (1976–1995) | Tampa (Florida) | 1976–1997    | 74.301    | Super Bowl XVIII, Super Bowl XXV Pro Bowl 1978   |      |
| Raymond James Stadium |                           | Tampa (Florida) | 1998–        | 65.657    | Super Bowl XXXV, Super Bowl XLIII, Super Bowl LV |      |

### Tennessee Titans
| Name                          | frühere Namen                                                               | Ort                   | Nutzungszeit | Kapazität | Anmerkung       | Foto |
| ----------------------------- | --------------------------------------------------------------------------- | --------------------- | ------------ | --------- | --------------- | ---- |
| Jeppesen Stadium              |                                                                             | Houston (Texas)       | 1960–1964    | 32.000    |                 |      |
| Rice Stadium                  |                                                                             | Houston (Texas)       | 1965–1967    | 70.000    | Super Bowl VIII |      |
| Houston Astrodome             |                                                                             | Houston (Texas)       | 1968–1996    | 62.439    |                 |      |
| Liberty Bowl Memorial Stadium |                                                                             | Memphis (Tennessee)   | 1997         | 62.380    |                 |      |
| Vanderbilt Stadium            |                                                                             | Nashville (Tennessee) | 1998         | 41.000    |                 |      |
| Nissan Stadium                | Adelphia Coliseum (1999–2001) The Coliseum (2002–2005) LP Field (2006–2014) | Nashville (Tennessee) | 1999–        | 67.000    |                 |      |

### Washington Commanders
| Name                               | frühere Namen                                                                      | Ort                    | Nutzungszeit | Kapazität | Anmerkung | Foto |
| ---------------------------------- | ---------------------------------------------------------------------------------- | ---------------------- | ------------ | --------- | --------- | ---- |
| Braves Field                       |                                                                                    | Boston (Massachusetts) | 1932         | 40.000    |           |      |
| Fenway Park                        |                                                                                    | Boston (Massachusetts) | 1933–1936    | 33.524    |           |      |
| Griffith Stadium                   |                                                                                    | Washington, D.C.       | 1937–1960    | 32.000    |           |      |
| Robert F. Kennedy Memorial Stadium | D.C. Stadium (1961–1968)                                                           | Washington, D.C.       | 1961–1996    | 55.672    |           |      |
| Northwest Stadium                  | Jack Kent Cooke Stadium (1997–1999) FedExField (1999–2024) Commanders Field (2024) | Landover (Maryland)    | 1997–        | 58.000    |           |      |

## Temporäre Heimstadien
Aus den verschiedensten Gründen wurden oder mussten Spiele der regulären Saison in anderen Stadien ausgetragen werden. Auch bei den Spielen der NFL International Series in Europa und Mexiko wird ein Team als Heimteam bestimmt.
| Stadion                   | Ort               | Anzahl der Spiele | Jahre | Foto |
| ------------------------- | ----------------- | ----------------- | --- | ---- |
| Wembley-Stadion           | London            | 26                | 2007, 2008, 2009, 2010, 2011, 2012, 2013 (2 Spiele), 2014 (3 Spiele), 2015 (3 Spiele), 2016 (2 Spiele), 2017 (2 Spiele), 2018 (3 Spiele), 2019 (2 Spiele), 2022, 2023, 2024 |      |
| Twickenham Stadium        | London            | 3                 | 2016, 2017 (2 Spiele) |      |
| Tottenham Hotspur Stadium | London            | 10                | 2019 (2 Spiele), 2021 (2 Spiele), 2022 (2 Spiele), 2023 (2 Spiele), 2024 (2 Spiele), 2025 (2 Spiele geplant)                                                                |      |
| Aztekenstadion            | Mexiko-Stadt      | 4                 | 2016, 2017, 2019, 2022 |      |
| Allianz Arena             | München           | 2                 | 2022, 2024 |      |
| Deutsche Bank Park        | Frankfurt am Main | 2                 | 2023 (2 Spiele) |      |
| Arena Corinthians         | São Paulo         | 1                 | 2024 |      |
| Estadio Santiago Bernabéu | Madrid            |                   | 2025 |      |
| Olympiastadion            | Berlin            |                   | 2025, 2027 und 2029 |      |
| Croke Park                | Dublin            |                   | 2025 |      |
| Melbourne Cricket Ground  | Melbourne         |                   | 2026 |      |

| Saison | Datum              | Spielort                                 | Gästeteam                | Heimteam            | Grund |
| ------ | ------------------ | ---------------------------------------- | ------------------------ | ------------------- | --- |
| 1921   | 21. Oktober 1921   | Staley Field (Decatur)                   | Rock Island Independents | Chicago Staleys     | Nachdem die Staleys vor der Saison 1921 nach Chicago umgezogen waren, spielten sie jedoch noch ein letztes Heimspiel in Decatur. |
| 1932   | 18. Dezember 1932  | Chicago Stadium                          | Portsmouth Spartans      | Chicago Bears       | Auf Grund von mehreren Schneestürmen wurde das Spiel in die Halle Chicago Stadium verlegt. |
| 1938   | 16. September 1938 | Civic Stadium (Buffalo)                  | Philadelphia Eagles      | Pittsburgh Pirates  | Um größere Einnahmen zu erzielen, nutzten die Pittsburgh Steelers die Popularität ihres Star-Spielers Byron White um im Jahr drei Spiele auf neutralem Boden auszurichten. |
| 1938   | 28. September 1938 | Civic Stadium (Buffalo)                  | Green Bay Packers        | Chicago Cardinals   | Die Cardinals dachten über die Änderung ihres Heimstadions nach. Als Test wurde deshalb zwei Heimspiele der regulären Saison verlegt. |
| 1938   | 26. Oktober 1938   | Erie Stadium (Erie, Pennsylvania)        | Philadelphia Eagles      | Chicago Cardinals   | Die Cardinals dachten über die Änderung ihres Heimstadions nach. Als Test wurde deshalb zwei Heimspiele der regulären Saison verlegt. |
| 1938   | 20. November 1938  | Laidley Field (Charleston, Westvirginia) | Pittsburgh Pirates       | Philadelphia Eagles | Um größere Einnahmen zu erzielen, nutzten die Pittsburgh Steelers die Popularität ihres Star-Spielers Byron White um im Jahr drei Spiele auf neutralem Boden auszurichten. |
| 1938   | 4. Dezember 1938   | Tulane Stadium (New Orleans)             | Cleveland Rams           | Pittsburgh Pirates  | Um größere Einnahmen zu erzielen, nutzten die Pittsburgh Steelers die Popularität ihres Star-Spielers Byron White um im Jahr drei Spiele auf neutralem Boden auszurichten. |
| 1940   | 15. September 1940 | Civic Stadium (Buffalo)                  | Detroit Lions            | Chicago Cardinals   | Die Cardinals dachten über die Änderung ihres Heimstadions nach. Als Test wurde deshalb ein Heimspiel der regulären Saison nach Buffalo verlegt. Gleichzeitig wollten die Lions die Popularität von Byron White nutzen, um Publikum anzulocken. |
| 1968   | 22. September 1968 | Legion Field (Birmingham, Alabama)       | New York Jets            | Boston Patriots     | Das Baseball-Team der Boston Red Sox lehnte bis zum Abschluss der Meisterschaftssaison bzw. der Play-offs (World Series) die Verpachtung des Fenwick Parks an die Boston Patriots ab. |
| 1969   | 5. Oktober 1969    | Grant Field (Atlanta)                    | Baltimore Colts          | Atlanta Falcons     | Auf Grund eines Play-off-Spiels des Baseball-Teams Atlanta Braves konnten die Falcons nicht im Atlanta-Fulton County Stadium spielen. |
| 1969   | 5. Oktober 1969    | Memorial Stadium (Minnesota)             | Green Bay Packers        | Minnesota Vikings   | Auf Grund eines Play-off-Spiels des Baseball-Teams Minnesota Twins konnten die Vikings nicht im Metropolitan Stadium spielen. |
| 1970   | 27. September 1970 | Dyche Stadium (Chicago)                  | Philadelphia Eagles      | Chicago Bears       | 1970 entschied die NFL probeweise, dass alle Teams in Stadien mit mehr als 50.000 Sitzplätzen spielen müssen. Die Chicago Bears konnten deshalb nicht mehr im Wrigley Field spielen. Da eine längerfristige Pacht des Dyche Stadium nicht möglich war, spielte die Mannschaft den Rest der 1970er Saison wieder im Wrigley Field und wechselte für die nächste Saison ins Soldier Field.                                                                             |
| 1973   | 23. September 1973 | California Memorial Stadium (Berkeley)   | Miami Dolphins           | Oakland Raiders     | Für das Spiel gegen den amtierenden Super-Bowl-Gewinner wechselten die Raiders wegen der höheren Zuschauerzahlen in das California Memorial Stadium. |
| 1989   | 22. Oktober 1989   | Stanford Stadium (Stanford)              | New England Patriots     | San Francisco 49ers | Auf Grund des Loma-Prieta-Erdbebens war der Candlestick Park nicht benutzbar. |
| 2003   | 27. Oktober 2003   | Sun Devil Stadium (Tempe)                | Miami Dolphins           | San Diego Chargers  | Das Qualcomm Stadium war nicht nutzbar, weil es Evakuierungspunkt während des Waldbrandes 2003 war. |
| 2005   | 19. September 2005 | Giants Stadium (Rutherford)              | New York Giants          | New Orleans Saints  | Nach dem Wirbelsturm Katrina war eine Spieldurchführung der New Orleans Saints in der Stadt unmöglich. Das erste reguläre Heimspiel gegen die Giants wurde im Giants-Stadion durchgeführt. Auch für den Rest der Saison waren die Saints gezwungen, andere Stadien zu nutzen. |
| 2010   | 13. Dezember 2010  | Ford Field (Detroit)                     | New York Giants          | Minnesota Vikings   | Am 12. Dezember 2010 wurde der Metrodome durch einen Schneesturm stark beschädigt. Auf Grund der Kürze der Zeit wurde das Spiel ins Ford Field in Detroit verlegt. Zum einen waren die Spieler der Giants nicht für ein Spiel unter freiem Himmel ausgerüstet und zweitens war das gesamte TV-Equipment noch vom Vortagsspiel in Detroit vorhanden. Da die Reparatur länger als eine Woche dauerte, wurde das nächste Heimspiel ins offene TCF Bank Stadium verlegt. |
| 2010   | 20. Dezember 2010  | TCF Bank Stadium (Seattle)               | Chicago Bears            | Minnesota Vikings   | Am 12. Dezember 2010 wurde der Metrodome durch einen Schneesturm stark beschädigt. Auf Grund der Kürze der Zeit wurde das Spiel ins Ford Field in Detroit verlegt. Zum einen waren die Spieler der Giants nicht für ein Spiel unter freiem Himmel ausgerüstet und zweitens war das gesamte TV-Equipment noch vom Vortagsspiel in Detroit vorhanden. Da die Reparatur länger als eine Woche dauerte, wurde das nächste Heimspiel ins offene TCF Bank Stadium verlegt. |
| 2014   | 24. November 2014  | Ford Field (Detroit)                     | New York Jets            | Buffalo Bills       | Ein Schneesturm im westlichen New York erzwang die Verlegung des Spiels aus dem Ralph Wilson Stadium in die Halle des Ford Fields. Außerdem wurde das Spiel von Sonntag auf Montag Abend verlegt. |
| 2020   | 7. Dezember 2020   | State Farm Stadium (Glendale)            | Buffalo Bills            | San Francisco 49ers | In Folge der Covid-19-Pandemie verbot der Santa Clara County in Kalifornien am 30. November 2020 für drei Wochen alle Kontaktsportarten. Die San Franciso 49ers wählten für diesen Zeitraum das State Farm Stadium in Arizona als ihr Heimspielstätte für die Spielwochen 13 und 14. Nach Verlängerung des Verbotes bis zum 8. Januar 2021 wurde auch das Spiel in der 17. und letzten Spielwoche in Arizona ausgetragen.                                            |
| 2020   | 13. Dezember 2020  | State Farm Stadium (Glendale)            | Washington Football Team | San Francisco 49ers | In Folge der Covid-19-Pandemie verbot der Santa Clara County in Kalifornien am 30. November 2020 für drei Wochen alle Kontaktsportarten. Die San Franciso 49ers wählten für diesen Zeitraum das State Farm Stadium in Arizona als ihr Heimspielstätte für die Spielwochen 13 und 14. Nach Verlängerung des Verbotes bis zum 8. Januar 2021 wurde auch das Spiel in der 17. und letzten Spielwoche in Arizona ausgetragen.                                            |
| 2020   | 3. Januar 2021     | State Farm Stadium (Glendale)            | Seattle Seahawks         | San Francisco 49ers | In Folge der Covid-19-Pandemie verbot der Santa Clara County in Kalifornien am 30. November 2020 für drei Wochen alle Kontaktsportarten. Die San Franciso 49ers wählten für diesen Zeitraum das State Farm Stadium in Arizona als ihr Heimspielstätte für die Spielwochen 13 und 14. Nach Verlängerung des Verbotes bis zum 8. Januar 2021 wurde auch das Spiel in der 17. und letzten Spielwoche in Arizona ausgetragen.                                            |
| 2021   | 12. September 2021 | TIAA Bank Field (Jacksonville)           | Green Bay Packers        | New Orleans Saints  | Die Schäden und Stromausfälle durch den Wirbelsturm Ida in New Orleans veranlassten die Verlegung des ersten Spieles der Saison nach Jacksonville. |
| 2022   | 20. November 2022  | Ford Field (Detroit)                     | Cleveland Browns         | Buffalo Bills       | Auf Grund eines Schneesturms im Bereich Buffalo (Lake Effect) wurde das Spiel vom Highmark Stadium ins Ford Field verlegt. Die Detroit Lions spielten an diesem Wochenende auswärts. |
| 2024   | 13. Januar 2025    | State Farm Stadium (Glendale)            | Minnesota Vikings        | Los Angeles Rams    | Auf Grund der Waldbrände in Südkalifornien im Januar 2025 wurde das Play-Off-Spiel der Los Angeles Rams ins State Farm Stadium in Arizona verlegt. |

## Stadien der Post-Season-Spiele
Die ab 1932 durchgeführten Post-Season-Spiele (Play-offs, Championship-Games) fanden stets im Heimstadion eines der Kontrahenten statt.
1936 fand das Championship-Spiel zwischen den Green Bay Packers und den Boston Redskins in New York auf den Polo Grounds statt. Um mehr Zuschauer zu bekommen, verzichteten die Redskins auf ihr Heimrecht und spielten in New York. 1939 fand das Championship-Spiel zwischen den Green Bay Packers im Wisconsin State Fair Park in West Allis (Wisconsin) statt.

### Super Bowl
Bis auf die untenstehende Stadien fanden alle Super Bowls in aktuellen oder früheren Heimstadien der NFL-Teams statt.
| Name              | frühere Namen | Ort                    | Super Bowl                                                                       | Kapazität | Anmerkung | Foto |
| ----------------- | ------------- | ---------------------- | -------------------------------------------------------------------------------- | --------- | --------- | ---- |
| Rose Bowl Stadium |               | Pasadena (Kalifornien) | Super Bowl XI, Super Bowl XIV, Super Bowl XVII, Super Bowl XXI, Super Bowl XXVII | 92.542    |           |      |
| Stanford Stadium  |               | Stanford (Kalifornien) | Super Bowl XIX                                                                   | 84.892    |           |      |

### Pro Bowl
Bis auf die untenstehende Stadien fanden alle Pro Bowls (seit 1951) bzw. NFL All-Star Games (1939–1942) in aktuellen oder früheren Heimstadien der NFL-Teams statt.
| Name                  | frühere Namen | Ort                       | All-Star Game/Pro Bowl | Kapazität | Anmerkung | Foto |
| --------------------- | ------------- | ------------------------- | --- | --------- | --------- | ---- |
| Gilmore Stadium       |               | Los Angeles (Kalifornien) | All-Star Game 1939, All-Star Game 1940 | 18.000    |           |      |
| Aloha Stadium         |               | Honolulu (Hawaii)         | Pro Bowl 1980, 1981, 1982, 1983, 1984, 1985, 1986, 1987, 1988, 1989, 1990, 1991, 1992, 1993, 1994, 1995, 1996, 1997, 1998, 1999, 2000, 2001, 2002, 2003, 2004, 2005, 2006, 2007, 2008, 2009, 2011, 2012, 2013, 2014, 2016 | 50.000    |           |      |
| Camping World Stadium |               | Orlando (Florida)         | 2017, 2018, 2019, 2020, 2024, 2025 | 61.348    |           |      |

## Liste der Spielstätten ehemaliger NFL-Teams
Diese Liste gibt einen Überblick über die Heimspielstätten der nicht mehr existierenden NFL-Teams. Es werden nur die Spielstätten aufgeführt, die während der Mitgliedschaft in der NFL genutzt wurden. In der Anfangszeit wurde nicht regelmäßig in einem Heimstadion gespielt. Vielfach gelang es den Teams nicht, dauerhaft genug Zuschauer zu begeistern, so dass man lieber gegen bekanntere Teams in deren Stadion spielte. So trugen einige Teams später gar keine Heimspiele mehr aus. Andere Teams wurden gleich als „travelling team“ (Reiseteam) organisiert und verfügten gar nicht über ein Heimstadion. Dies waren die Hammond Pros, die Los Angeles Buccaneers, die Louisville Colonels, die Kansas City Blues, die Oorang Indians und die Tonawanda Kardex Lumbermen.
| Ort                         | Name                           | als NFL-Heimstadion genutzt | Mannschaft                      |
| --------------------------- | ------------------------------ | --------------------------- | ------------------------------- |
| Akron (Ohio)                | League Park                    | 1920–1926                   | Akron Pros/Indians              |
| Baltimore (Maryland)        | Memorial Stadium               | 1950                        | Baltimore Colts                 |
| Boston (Massachusetts)      | Fenway Park                    | 1944, 1946–1948             | Boston Yanks                    |
| Boston (Massachusetts)      | Fenway Park                    | 1945                        | Brooklyn Yanks                  |
| Boston (Massachusetts)      | Braves Field                   | 1929                        | Boston Bulldogs                 |
| Boston (Massachusetts)      | Braves Field                   | 1946 (1 Spiel)              | Boston Yanks                    |
| Buffalo (New York)          | Canisius Field                 | 1920–1921                   | Buffalo All-Americans           |
| Buffalo (New York)          | Baseball Park                  | 1922–1923                   | Buffalo All-Americans           |
| Buffalo (New York)          | Bison Stadium                  | 1924–1929                   | Buffalo Bisons/Buffalo Rangers  |
| Canton (Ohio)               | Lakeside Park                  | 1920–1926                   | Canton Bulldogs                 |
| Chicago (Illinois)          | Cubs Park                      | 1920                        | Chicago Tigers                  |
| Cincinnati (Ohio)           | Crosley Field                  | 1933–1934                   | Cincinnati Reds                 |
| Cincinnati (Ohio)           | Corcoran Stadium               | 1934 (1 Spiel)              | Cincinnati Reds                 |
| Cleveland (Ohio)            | Cleveland Stadium              | 1931                        | Cleveland Indians               |
| Cleveland (Ohio)            | Dunn Field (League Park)       | 1920–1921                   | Cleveland Tigers/Indians        |
| Cleveland (Ohio)            | Dunn Field (League Park)       | 1923–1927                   | Cleveland Indians/Bulldogs      |
| Columbus (Ohio)             | Neil Field                     | 1920–1923                   | Columbus Panhandles/Tigers      |
| Dallas (Texas)              | Cotton Bowl                    | 1952                        | Dallas Texans                   |
| Dayton (Ohio)               | Triangle Park                  | 1920–1927                   | Dayton Triangles                |
| Dayton (Ohio)               | Triangle Park                  | 1934 (1 Spiel)              | Cincinnati Reds                 |
| Detroit (Michigan)          | Navin Field                    | 1920–1921, 1925–1926        | Detroit Heralds/Tigers/Panthers |
| Detroit (Michigan)          | Dinan Field                    | 1928                        | Detroit Wolverines              |
| Duluth (Minnesota)          | Athletic Park                  | 1923–1927                   | Duluth Kelleys/Eskimos          |
| Evansville (Indiana)        | Bosse Field                    | 1921–1922                   | Evansville Crimson Giants       |
| Frankford (Pennsylvania)    | Frankford Stadium              | 1924–1931                   | Frankford Yellow Jackets        |
| Hartford (Connecticut)      | East Hartford Velodrome        | 1926                        | Hartford Blues                  |
| Kansas City (Missouri)      | Muehlebach Field               | 1925–1926                   | Kansas City Cowboys             |
| Kenosha (Wisconsin)         | Nash Field                     | 1924                        | Kenosha Maroons                 |
| Louisville (Kentucky)       | Eclipse Park                   | 1921                        | Louisville Breckenridges        |
| Louisville (Kentucky)       | Parkway Field                  | 1923                        | Louisville Breckenridges        |
| Milwaukee (Wisconsin)       | Athletic Park                  | 1922–1926                   | Milwaukee Badgers               |
| Minersville (Pennsylvania)  | Minersville Park               | 1925–1928                   | Pottsville Maroons              |
| Minneapolis (Minnesota)     | Nicollet Park                  | 1921–1924, 1929–1930        | Minneapolis Marines/Red Jackets |
| Muncie (Indiana)            | Walnut Street Park             | 1920–1921                   | Muncie Flyers                   |
| New York (New York)         | Ebbets Field                   | 1921 (1 Spiel)              | New York Brickley Giants        |
| New York (New York)         | Ebbets Field                   | 1926                        | Brooklyn Lions/Horsemen         |
| New York (New York)         | Ebbets Field                   | 1930–1944                   | Brooklyn Dodgers/Tigers/Yanks   |
| New York (New York)         | Yankee Stadium                 | 1927–1928                   | New York Yankees                |
| New York (New York)         | Yankee Stadium                 | 1945                        | Brooklyn Yanks                  |
| New York (New York)         | Yankee Stadium                 | 1950–1951                   | New York Bulldogs/Yanks         |
| New York (New York)         | Polo Grounds                   | 1920 (1 Spiel)              | Buffalo All-Americans           |
| New York (New York)         | Polo Grounds                   | 1921 (1 Spiel)              | New York Brickley Giants        |
| New York (New York)         | Polo Grounds                   | 1949                        | New York Bulldogs/Yanks         |
| New York (New York)         | Commercial Field               | 1921 (2 Spiele)             | New York Brickley Giants        |
| Newark (New Jersey)         | Newark Schools Stadium         | 1930                        | Newark Tornadoes                |
| Newark (New Jersey)         | Newark Velodrome               | 1930                        | Newark Tornadoes                |
| Orange (New Jersey)         | Knights of Columbus Stadium    | 1929                        | Orange Tornadoes                |
| Philadelphia (Pennsylvania) | Philadelphia Municipal Stadium | 1931                        | Frankford Yellow Jackets        |
| Philadelphia (Pennsylvania) | Baker Bowl                     | 1931                        | Frankford Yellow Jackets        |
| Portsmouth (Ohio)           | Universal Stadium              | 1934 (1 Spiel)              | Cincinnati Reds                 |
| Providence (Rhode Island)   | Kinsley Park                   | 1924                        | Providence Steam Roller         |
| Providence (Rhode Island)   | Cycledrome                     | 1925–1931                   | Providence Steam Roller         |
| Racine (Wisconsin)          | Horlick Field                  | 1922–1926                   | Racine Legion/Tornadoes         |
| Rochester (New York)        | Baseball Park                  | 1920–1922                   | Rochester Jeffersons            |
| Rochester (New York)        | Edgerton Park                  | 1923–1925                   | Rochester Jeffersons            |
| Rock Island (Illinois)      | Douglas Park                   | 1920–1925                   | Rock Island Independents        |
| St. Louis (Missouri)        | Sportsman's Park               | 1923                        | St. Louis All-Stars             |
| St. Louis (Missouri)        | Sportsman's Park               | 1934                        | St. Louis Gunners               |
| Staten Island (New York)    | Thompson Stadium               | 1929–1932                   | Staten Island Stapletons        |
| Toledo (Ohio)               | Swayne Field                   | 1922                        | Toledo Maroons                  |
| Toledo (Ohio)               | Armory Park                    | 1923                        | Toledo Maroons                  |
| Washington, D. C.           | American League Park           | 1921                        | Washington Senators             |